# エゾシタダミ科
エゾシタダミ科は、ニシキウズガイ上科に属する小型の巻貝のグループである。貝殻はカタツムリのような形で表面は平滑、底面に臍(へそ)がひらく。殻口は丸くて薄い。北海道以北に棲むエゾシタダミ Margarites pilsbryi Kuroda et Habe や、沖縄の深海に棲む Margarites ryukyuensisが日本では知られていて、歯舌はn-9-1-9-n式。中南米近海などに棲む Gaza 属の貝は殻径約4cm以下で体の大きさの割に鼻が大きい。これらの熱帯海域の種は比較的深い海に生息する。エゾシタダミ類は2007年にニシキウズガイ科Trochoideaから分離されて亜科から科へ格上げされた。化石は2億年近く前のジュラ紀のものが見つかっている。

## 種類
エゾシタダミ科 Margaritidaeに含まれる属としては以下の属が知られている。
- Anomphalogaza Hickman, 2012
- Antimargarita Powell, 1951
- Callogaza Dall, 1881
- タカラシタダミ属 Gaza Watson, 1879[5]
- エゾシタダミ属 Margarites Gray, 1847